# M/S Stena Germanica
M/S Stena Germanica är ett av Stena Lines fartyg på rutten Göteborg–Kiel. Stena Germanica hette tidigare M/S Stena Hollandica och gick på rutten Hoek van Holland–Harwich. Efter ombyggnad på Remontowavarvet i Gdańsk, Polen där hon bland annat fick fler passagerarhytter, sattes hon in på sin nya linje den 31 augusti 2010. I samband med varvsvistelsen skiftade hon från holländsk flagg till svensk flagg med Göteborg som ny hemmahamn.
Måndagen den 11 juli 2011 kl 8.14 gick hon på en fyr utanför Rivö på ingång mot Göteborg efter ett fel på autopiloten. Inga personer skadades och skadorna på skrovet var ytterst små, fartyget kunde senare avgå enligt ordinarie tidtabell samma dag som vanligt, dock med förstärkt plåt där hon skrapat i fyren.
Sedan våren 2015 körs hon på metanol[källa behövs] efter en ombyggnad på varv i Danmark.
Hon användes även som inspelningsplats för en större del av Johan Falk filmen Johan Falk: Spelets regler.

## Ombord
Ombord finns två restauranger, en à la carte-restaurang och en bufférestaurang. Man har också tre barer, varav en ligger utomhus på promenaddäcket och som även serverar lättare mat. Vid en annan bar finns en scen med musikuppträdanden, underhållning och discon. Det finns även ett café ombord. Ombord finns också spelautomat, lekrum, taxfree-shop, informationsdisk, hytter och lounge. Det andra fartyget M/S Stena Scandinavica som trafikerar sträckan Göteborg-Kiel har en aning mer att erbjuda ombord. 
Tidigare fartyg med namnet M/S Stena Germanica..
| Tid       | Sjösatt som            | År   | Efterföljande namn | Typ    |
| --------- | ---------------------- | ---- | ------------------ | ------ |
| 1966–1979 | M/S Stena Germanica    | 1966 | A. Regina          | Ro-pax |
| 1986–2010 | M/S Stena Scandinavica | 1981 | M/S Stena Vision   | Ro-pax |